# Яшилдепе – Пельверт
Яшилдепе – Пельверт – трубопровідна система, споруджена для видачі нафти з туркменського родовища Яшилдепе.
Розробка транскордонного узбецько-туркменського нафтогазоконденсатного родовища Кокдумалак/Яшилдепе певний час відбувалась за допомогою транспортної інфраструктури, спорудженої на території Узбекистану. Втім, суперечки щодо недопоставок продукції призвели Туркменістан до рішення щодо самостійної розробки Яшилдепе. Вона почалась в 2004 році із нафтових покладів, при цьому отримана продукція транспортувалась до залізничного наливного терміналу Пельверт. Враховуючи малий діаметр трубопроводу, у 2011-му проклали ще одну нитку, яка значно збільшила пропускну здатність напрямку Яшилдепе – Пельверт та усунула обмеження по транспортуванню нафти і газового конденсату родовища. Протяжність траси трубопроводу становить біля 80 км. На кінцевій ділянці він перетинає Амудар’ю за допомогою надводного переходу.
З Пельверту вуглеводні відправляють цистернами на Сейдинський НПЗ, при цьому термінал має резервуари для зберігання загальним об’ємом 3000 м3.